# Chủ nghĩa khoái lạc
Chủ nghĩa khoái lạc (hedonism) là hệ thống triết lý đề cao việc mưu cầu lạc thú và tránh né khổ đau như là mục đích chủ yếu trong cuộc sống. Theo thuyết này thì con người chỉ có một nghĩa vụ đạo đức duy nhất là thoả mãn nỗi khát khao khoái lạc và loại bỏ, hay chí ít giảm thiểu trong khả năng có thể, mọi nỗi khổ đau của mình trong đời. Có nhiều trường phái tư tưởng khoái lạc; một số cổ xuý cho các khoái cảm nhất thời, số khác bàn đến cả lạc thú tinh thần. Trong số đó, trường phái vị kỷ (the Egoistic School) đề cao sự thoả nguyện tối đa cho bản thân, bất kể đến việc gây ra hậu quả đau khổ cho người khác. Tuy nhiên, những người theo trường phái vị lợi lý tưởng (the ideal utilitarians) chỉ chấp nhận những lạc thú mà mọi cá nhân đều được phép hưởng thụ, cho đó là mục tiêu khả dĩ mang đến lợi ích tối đa cho nhân loại.